# Sint-Amanduskerk (Elingen)

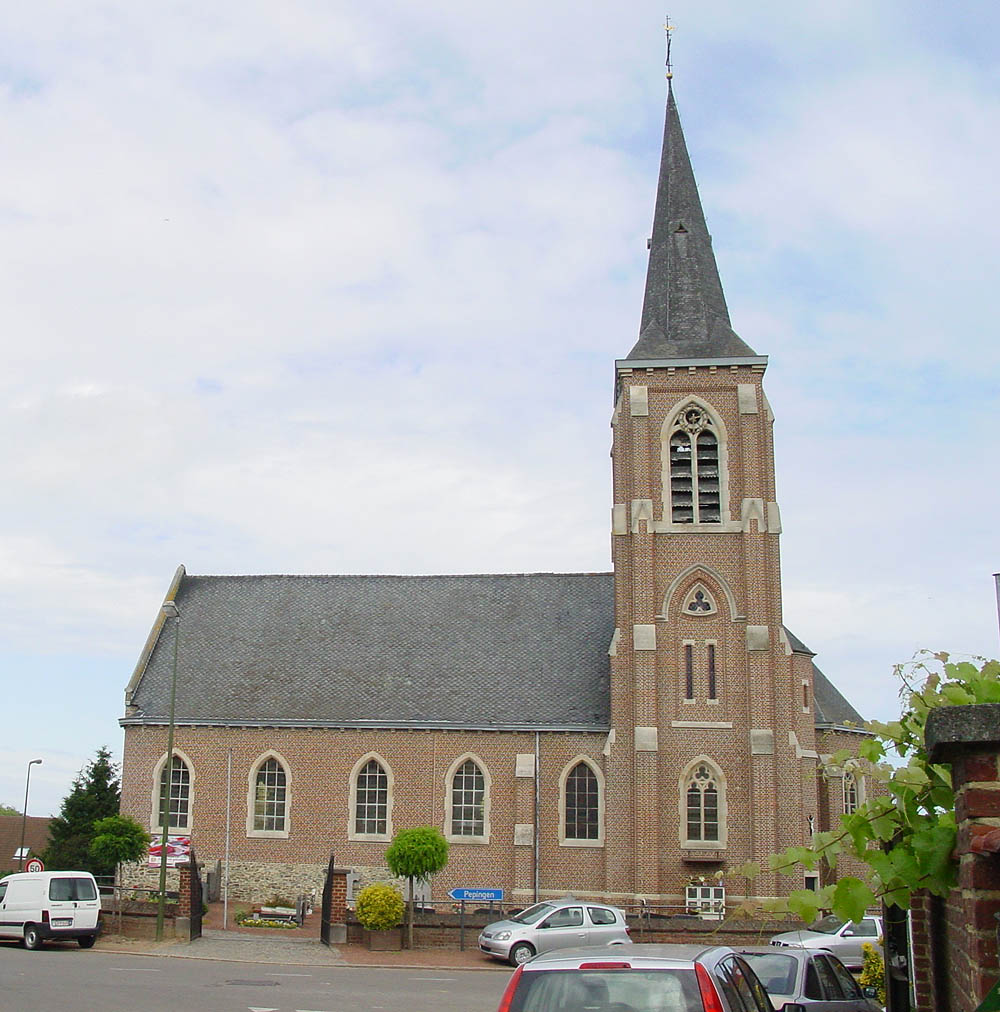
Sint-Amanduskerk

De Sint-Amanduskerk is de parochiekerk van de tot de Vlaams-Brabantse gemeente Pepingen behorende plaats Elingen, gelegen aan de Zwarte Molenstraat.

## Geschiedenis
Van een oudere kerk is aan de westzijde een fragment aan de basis te zien, bestaande uit breuksteen in de vorm van groen- en bruinachtige zandsteen. Deze oudere kerk werd in 1774-1775 vervangen door een nieuwere kerk, waarvan onder meer een rondboogpoort werd hergebruikt in de neogotische kerk die uiteindelijk in 1875 werd gebouwd.
Deze naar het noorden georiënteerde bakstenen kerk heeft een driezijdig afgesloten koor en een oostelijk tegen het koor aangebouwde toren.

## Interieur
De kerk bezit een beeld van Sint-Nicolaas en van de herrezen Christus, beide van omstreeks 1600, en een Mariabeeld van eind 16e eeuw. De biechtstoel, eind 18e eeuw, is in Lodewijk XVI-stijl. Van omstreeks 1600 is een arduinen doopvont met laatgotische stijlkenmerken.
Een aantal 17e-eeuwse grafstenen is in de kerkmuur ingemetseld.